# Brug 1144
Brug 1144 is een bouwkundig kunstwerk in Amsterdam-Zuidoost.
Deze maaiveldbrug (in tegenstelling tot dreefbruggen) werd neergelegd bij de flat Groeneveen. Bij de planning van de bebouwing in de Bijlmermeer stroomde een gracht of afwateringstocht onder een van de secties van die flat door. Voor voetgangers en fietsers had de plaatselijke infrastructuur behoefte aan twee kunstwerken, de uiteindelijke brug 1143 en brug 1144. Net zoals elders in de wijk werd hier een voet- en fietsbrug neergelegd ontworpen door Dirk Sterenberg en de Dienst der Publieke Werken. Deze bruggen met betonnen liggers zijn nog op tal van plaatsen terug te vinden bij de honingraatflats, waarvan Groeneveen er een is. De bruggen zijn herkenbaar aan de borstweringen met ankergaten, de ronde, iele leuningen, nummerplaatje tussen de leuningen en lantaarn buiten de overspanning. Opvallend bij bruggen 1143 en 1144 is dat een deel van de borstweringen haaks op de brug staat.
De brug overleefde de Bijlmerramp van 1992; het zat net niet in het deel dat getroffen werd. Toen een deel van de flat afgebroken werd kwam ze in open terrein te liggen en vormt samen met brug 1143 en Pa Sembrug (brug 1145, versie 2) een bruggenstelsel dat ook elders in de wijk te vinden is, zoals bij flat Frissenstein. Hier ter plekke is aan de hand van de drie bruggen en onderliggend water de contouren van het afgebroken deel van Groeneveen terug te lezen in het landschap.

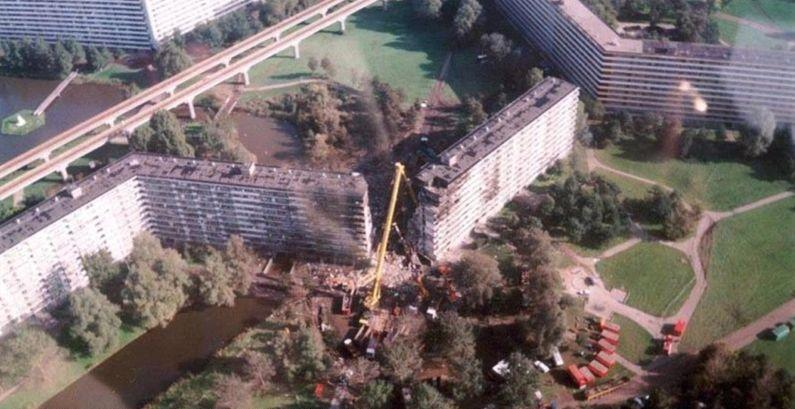
Getroffen en te slopen deel Groeneveen met onderdoorgang en brug 1144 links van de kraan (1992/1993)

<<< · 1100 · 1101 · 1107 · 1008 · 1009 · 1110 · 1111 · 1119 · 1121 · 1122 · 1123 · 1124 · 1125 · 1126 · 1127 · 1128 · 1129 · 1130 · 1131 · 1132 · 1133 · 1134 · 1135 · 1139 · 1140 · 1141 · 1142 · 1143 · 1144 · 1145 · 1146 · 1148 · 1149 · 1150 · 1151 · 1152 · 1153 · 1154 · 1155 · 1156 · 1157 · 1159 · 1162 · 1163 · 1164 · 1165 · 1167 · 1170 · 1171 · 1172 · 1173 · 1174 · 1175 · 1176 · 1177 · 1179 · 1180 · 1181 · 1182 · 1183 · 1184 · 1186 · 1187 · 1188 · 1189 · 1190 · 1191 · 1192 · 1193 · 1194 · 1195 · 1196 · 1197 · 1198 · 1199 · >>>
Brugnummers 1102-1106 (gesloopt), 1112-1118 (gesloopt), 1120, 1136-1138, 1145, 1147, 1158 (onbekend), 1160, 1161, 1166, 1168, 1169, 1178 en 1185 (voetbrug Bijlmerweide bouw 1970, sloop 2015) zijn niet (meer) vergeven.